# Kremlin Cup 2002 - Qualificazioni singolare maschile
Le qualificazioni del singolare maschile del Kremlin Cup 2002 sono state un torneo di tennis preliminare per accedere alla fase finale della manifestazione. I vincitori dell'ultimo turno sono entrati di diritto nel tabellone principale. In caso di ritiro di uno o più giocatori aventi diritto a questi sono subentrati i lucky loser, ossia i giocatori che hanno perso nell'ultimo turno ma che avevano una classifica più alta rispetto agli altri partecipanti che avevano comunque perso nel turno finale.
Le qualificazioni del torneo Kremlin Cup 2002 prevedevano 32 partecipanti di cui 4 sono entrati nel tabellone principale.

## Teste di serie
1. Nicolas Kiefer (Qualificato)
2. Paul-Henri Mathieu (Qualificato)
3. Marc Rosset (Qualificato)
4. Karol Beck (ultimo turno)

1. Gastón Etlis (ultimo turno)
2. Cyril Saulnier (Qualificato)
3. Michal Tabara (secondo turno)
4. Tuomas Ketola (secondo turno)

## Qualificati
1. Nicolas Kiefer
2. Paul-Henri Mathieu

1. Marc Rosset
2. Cyril Saulnier

## Tabellone

### Legenda
| - Q = Qualificato - WC = Wild card - LL = Lucky loser | - ALT = Alternate - SE = Special Exempt - PR = Protected Ranking | - w/o = Walkover - r = Ritirato - d = Squalificato |

### Sezione 1
|  | Primo turno             | Primo turno             | Primo turno             | Primo turno | Primo turno |  |  | Secondo turno | Secondo turno           | Secondo turno           | Secondo turno | Secondo turno |   |   | Ultimo turno | Ultimo turno   | Ultimo turno   | Ultimo turno | Ultimo turno |  |
|  |                         |                         |                         |             |             |  |  |               |                         |                         |               |               |   |   |              |                |                |              |              |  |
|  | 1                       | Nicolas Kiefer          | Nicolas Kiefer          | 6           | 6           |  |  |               |                         |                         |               |               |   |   |              |                |                |              |              |  |
|  |                         | Evgenij Smirnov         | Evgenij Smirnov         | 3           | 2           |  |  | 1             | Nicolas Kiefer          | Nicolas Kiefer          | 6             | 6             |   |   |              |                |                |              |              |  |
|  | Alexey Gavrilov         | Alexey Gavrilov         | Alexey Gavrilov         | 6           | 6           |  |  |               | Alexey Gavrilov         | Alexey Gavrilov         | 1             | 2             |   |   |              |                |                |              |              |  |
|  | Andrej Kožemjakin       | Andrej Kožemjakin       | Andrej Kožemjakin       | 2           | 2           |  |  |               |                         |                         |               |               |   |   | 1            | Nicolas Kiefer | Nicolas Kiefer | 6            | 6            |  |
|  | Kirill Ivanov-Smolensky | Kirill Ivanov-Smolensky | Kirill Ivanov-Smolensky | 6           | 6           |  |  |               |                         | 5                       | Gastón Etlis  | Gastón Etlis  | 2 | 4 |              |                |                |              |              |  |
|  | Mikhail Kartachov       | Mikhail Kartachov       | Mikhail Kartachov       | 4           | 4           |  |  |               | Kirill Ivanov-Smolensky | Kirill Ivanov-Smolensky | 0             | 4             |   |   |              |                |                |              |              |  |
|  | 5                       | Gastón Etlis            | Gastón Etlis            | 6           | 6           |  |  | 5             | Gastón Etlis            | Gastón Etlis            | 6             | 6             |   |   |              |                |                |              |              |  |
|  |                         | Tejmuraz Gabašvili      | Tejmuraz Gabašvili      | 4           | 4           |  |  |               |                         |                         |               |               |   |   |              |                |                |              |              |  |

### Sezione 2
|  | Primo turno      | Primo turno        | Primo turno        | Primo turno      | Primo turno |  |  | Secondo turno | Secondo turno      | Secondo turno    | Secondo turno    | Secondo turno |   |   | Ultimo turno | Ultimo turno       | Ultimo turno | Ultimo turno | Ultimo turno |  |
|  |                  |                    |                    |                  |             |  |  |               |                    |                  |                  |               |   |   |              |                    |              |              |              |  |
|  | 2                | Paul-Henri Mathieu | Paul-Henri Mathieu | 6                | 6           |  |  |               |                    |                  |                  |               |   |   |              |                    |              |              |              |  |
|  |                  | Pavel Ivanov       | Pavel Ivanov       | 3                | 4           |  |  | 2             | Paul-Henri Mathieu | 6                | 4                | 7             |   |   |              |                    |              |              |              |  |
|  | Daniel Elsner    | Daniel Elsner      | Daniel Elsner      | 6                | 7           |  |  |               | Daniel Elsner      | 1                | 6                | 64            |   |   |              |                    |              |              |              |  |
|  | Sergei Demekhine | Sergei Demekhine   | Sergei Demekhine   | 3                | 5           |  |  |               |                    |                  |                  |               |   |   | 2            | Paul-Henri Mathieu | 4            | 6            | 6            |  |
|  | Marcus Sarstrand | Marcus Sarstrand   | Marcus Sarstrand   | Marcus Sarstrand | 2           |  |  |               |                    |                  | Marcus Sarstrand | 6             | 3 | 4 |              |                    |              |              |              |  |
|  | Artem Sitak      | Artem Sitak        | Artem Sitak        | Artem Sitak      | 0r          |  |  |               | Marcus Sarstrand   | Marcus Sarstrand | 6                | 6             |   |   |              |                    |              |              |              |  |
|  | 8                | Tuomas Ketola      | 3                  | 6                | 6           |  |  | 8             | Tuomas Ketola      | Tuomas Ketola    | 4                | 3             |   |   |              |                    |              |              |              |  |
|  |                  | Alexander Shvets   | 6                  | 3                | 3           |  |  |               |                    |                  |                  |               |   |   |              |                    |              |              |              |  |

### Sezione 3
|  | Primo turno            | Primo turno            | Primo turno            | Primo turno | Primo turno |  |  | Secondo turno | Secondo turno  | Secondo turno  | Secondo turno  | Secondo turno  |    |   | Ultimo turno | Ultimo turno | Ultimo turno | Ultimo turno | Ultimo turno |  |
|  |                        |                        |                        |             |             |  |  |               |                |                |                |                |    |   |              |              |              |              |              |  |
|  | 3                      | Marc Rosset            | Marc Rosset            | 6           | 6           |  |  |               |                |                |                |                |    |   |              |              |              |              |              |  |
|  |                        | Alexandre Lishenko     | Alexandre Lishenko     | 2           | 1           |  |  | 3             | Marc Rosset    | 6              | 65             | 6              |    |   |              |              |              |              |              |  |
|  | Nenad Zimonjić         | Nenad Zimonjić         | 7                      | 62          | 6           |  |  |               | Nenad Zimonjić | 4              | 7              | 2              |    |   |              |              |              |              |              |  |
|  | Igor' Andreev          | Igor' Andreev          | 5                      | 7           | 3           |  |  |               |                |                |                |                |    |   | 3            | Marc Rosset  | Marc Rosset  | 7            | 6            |  |
|  | David Prinosil         | David Prinosil         | David Prinosil         | 6           | 6           |  |  |               |                |                | David Prinosil | David Prinosil | 64 | 3 |              |              |              |              |              |  |
|  | Aleksandr Pavljučenkov | Aleksandr Pavljučenkov | Aleksandr Pavljučenkov | 3           | 1           |  |  |               | David Prinosil | David Prinosil | 6              | 6              |    |   |              |              |              |              |              |  |
|  | 7                      | Michal Tabara          | Michal Tabara          | 6           | 6           |  |  | 7             | Michal Tabara  | Michal Tabara  | 4              | 4              |    |   |              |              |              |              |              |  |
|  |                        | Aleksej Ageev          | Aleksej Ageev          | 0           | 3           |  |  |               |                |                |                |                |    |   |              |              |              |              |              |  |

### Sezione 4
|  | Primo turno      | Primo turno        | Primo turno        | Primo turno | Primo turno |  |  | Secondo turno | Secondo turno    | Secondo turno    | Secondo turno  | Secondo turno |   |   | Ultimo turno | Ultimo turno | Ultimo turno | Ultimo turno | Ultimo turno |  |
|  |                  |                    |                    |             |             |  |  |               |                  |                  |                |               |   |   |              |              |              |              |              |  |
|  | 4                | Karol Beck         | Karol Beck         | 6           | 6           |  |  |               |                  |                  |                |               |   |   |              |              |              |              |              |  |
|  |                  | Vladimir Mel'nikov | Vladimir Mel'nikov | 3           | 0           |  |  | 4             | Karol Beck       | Karol Beck       | 6              | 6             |   |   |              |              |              |              |              |  |
|  | Andrej Čerkasov  | Andrej Čerkasov    | Andrej Čerkasov    | 6           | 6           |  |  |               | Andrej Čerkasov  | Andrej Čerkasov  | 3              | 4             |   |   |              |              |              |              |              |  |
|  | Dmitrij Sitak    | Dmitrij Sitak      | Dmitrij Sitak      | 0           | 2           |  |  |               |                  |                  |                |               |   |   | 4            | Karol Beck   | 3            | 6            | 2            |  |
|  | Alexander Markin | Alexander Markin   | Alexander Markin   | 6           | 6           |  |  |               |                  | 6                | Cyril Saulnier | 6             | 3 | 6 |              |              |              |              |              |  |
|  | Alexei Filenkov  | Alexei Filenkov    | Alexei Filenkov    | 1           | 3           |  |  |               | Alexander Markin | Alexander Markin | 2              | 1             |   |   |              |              |              |              |              |  |
|  | 6                | Cyril Saulnier     | Cyril Saulnier     | 6           | 6           |  |  | 6             | Cyril Saulnier   | Cyril Saulnier   | 6              | 6             |   |   |              |              |              |              |              |  |
|  |                  | Sergej Krotjuk     | Sergej Krotjuk     | 2           | 2           |  |  |               |                  |                  |                |               |   |   |              |              |              |              |              |  |